# 綾部恒雄
綾部 恒雄（あやべ つねお、1930年1月3日 - 2007年8月6日）は、日本の人類学者。学位は、文学博士。文化人類学、宗教人類学、東南アジア及び北アメリカ地域の研究者。筑波大学名誉教授。

## 経歴
- 1961年：カリフォルニア大学ロサンゼルス校大学院博士課程留学
- 1963年：国連、ユネスコ企画専門員（パリ、バンコック）
- 1974年：九州大学教授
- 1978年：筑波大学教授。（後、名誉教授）
- 1980年：日本民族学会会長。この間、スタンフォード大学、マサチューセッツ大学、マギル大学にて客員教授。
- 1996年：京都文教大学副学長
- 2000年：城西国際大学人文学部教授

戦後、日本で文化人類学という学問を確立させ、生前、何百点もの著書や論文を残し、文化人類学の分野に多大な貢献をした。2007年8月6日、腎臓がんのため、自宅で死去。

## 受賞・栄典
- 2007年：叙正四位、授瑞宝中綬章

## 著書

### 単著
- 『アメリカの秘密結社――西欧的社会集団の生態』（中央公論社［中公新書］、1970年）
- 『タイ族――その社会と文化』（弘文堂、1971年）
- 『秘密の人類学』（アカデミア出版会、1988年）
- 『クラブの人類学』（アカデミア出版会、1988年）
- 『東南アジアの論理と心性』（第一書房、1992年）
- 『現代世界とエスニシティ』（弘文堂、1993年）

### 編著
- 『アメリカの民族集団――文化人類学的研究』（日本放送出版協会、1978年）
- 『女の文化人類学――世界の女性はどう生きているか』（弘文堂、1982年）
- 『アメリカ民族文化の研究――エスニシティとアイデンティティ』（弘文堂、1982年）
- 『文化人類学15の理論』（中央公論社［中公新書］、1984年）
- 『新編人間の一生――文化人類学の視点』（アカデミア出版会、1985年）
- 『カナダ民族文化の研究――多文化主義とエスニシティ』（刀水書房、1989年）
- 『もっと知りたいカナダ』（弘文堂、1989年）
- 『外から見た日本人――日本観の構造』（朝日新聞社［朝日選書］、1992年）
- 『アメリカの民族――ルツボからサラダボウルへ』（弘文堂、1992年）
- 『文化人類学の名著50』（平凡社、1994年）
- 『国家のなかの民族――東南アジアのエスニシティ』（明石書店、1996年）
- 『女の民族誌』（弘文堂、1997年）
- 『文化人類学最新術語100』（弘文堂、2002年）
- 『文化人類学のフロンティア』（ミネルヴァ書房、2003年）
- 『結社の世界史（5）クラブが創った国アメリカ』（山川出版社、2005年）
- 『文化人類学20の理論』（弘文堂、2006年）

### 共編著
- （大林太良・米山俊直）『文化人類学入門リーディングス』（アカデミア出版会、1982年）
- （永積昭）『もっと知りたいインドネシア』（弘文堂、1982年／第2版、1995年）
- （永積昭）『もっと知りたいシンガポール』（弘文堂、1982年／第2版、1994年）
- （永積昭）『もっと知りたいタイ』（弘文堂、1982年／第2版、1995年）
- （永積昭）『もっと知りたいビルマ』（弘文堂、1983年／第2版、1994年）
- （永積昭）『もっと知りたいマレーシア』（弘文堂、1983年／第2版、1994年）
- （永積昭）『もっと知りたいフィリピン』（弘文堂、1983年／第2版、1995年）
- （青柳まちこ）『住谷一彦先生記念論集（2）民族学コラージュ――共同体論その他』（リブロポート、1992年）
- （田中真砂子）『文化人類学と人間――「ひと」の専門家の学問ばなし』（三五館、1995年）
- （石井米雄）『もっと知りたいカンボジア』（弘文堂、1996年）
- （石井米雄）『もっと知りたいラオス』（弘文堂、1996年）
- 『世界民族事典』（弘文堂、2000年）
- （飯野正子）『カナダを知るための60章』（明石書店、2003年）
- （林行夫）『タイを知るための60章』（明石書店、2003年）
- （桑山敬己）『よくわかる文化人類学』（ミネルヴァ書房、2006年）

### 訳書
- アルノルト・ファン・ヘネップ『通過儀礼』（弘文堂、1980年）